# Luca Panciroli
Luca Panciroli (Firenze, 21 novembre 1968) è un fumettista italiano.

## Biografia
Dopo il liceo artistico e  sei mesi all'Accademia delle Belle Arti di Firenze, frequenta l'Istituto Europeo di Design a Milano, specializzandosi in illustrazione pubblicitaria, impaginazione e fumetti.
Nei primi anni novanta decide di partecipare al concorso nazionale per giovani autori di fumetti a Prato arrivando terzo al premio Pierlambicchi. Grazie a questo cominciano ad arrivare le prime proposte.
Pubblica alcune storie brevi sulla prozine Schizzo edita dal Centro Fumetto Andrea Pazienza di Cremona, e collabora con un'agenzia pubblicitaria di Firenze.
Esordisce nell'editoria indipendente a fumetti con Lenin (Marco Editore). Su testi di Marco Innocenti, realizza le avventure di Solo, pubblicate sui numeri 4 e 5 della prima serie di Lenin.
Inizia la sua avventura nel mondo dei fumetti a livello professionale con un fumetto di cui sarà anche character design e curerà la grafica in generale. Il fumetto è Erinni di Ade Capone. Erinni vincerà il premio Fumo di China a Lucca Comics come miglior fumetto realistico indipendente, ancora oggi Erinni detiene il record di vendite nel circuito delle fumetterie.
La collaborazione con Capone s'interromperà con il completamento del numero 10 della serie.
Tre mesi dopo sempre con Ade Capone realizzerà a più mani il numero speciale di Lazarus Ledd, Il potere del talismano pubblicato nel 1998.